# Roelant Roghman
Roelant Roghman (Amsterdam, gedoopt 14 maart 1627 - aldaar, begraven 3 januari 1692) was een Nederlands kunstschilder en graficus. Hij wordt ook vermeld onder de naam Roeland Roghman

## Leven en werk
Roghman werd op 14 maart 1627 gedoopt in de Nieuwe Kerk in Amsterdam als zoon van de graveur Henrick Lambertsz. Roghman en Maria Jacobs Savery. Zijn moeder kwam uit de kunstenaarsfamilie Savery. Roghman werd leerling van zijn oudoom, hofschilder Roelant Savery. Hij zou ook bij Rembrandt in de leer zijn geweest, maar bewijs daarvoor ontbreekt, maar volgens Arnold Houbraken werden Rembrandt en Roghman goede vrienden. Ook volgens Houbraken was Roghman blind aan een oog.
Hij schilderde bergachtige landschappen, watervallen en gebouwen. Maar hij is beter bekend als tekenaar en bekwaam etser.
Roghman maakte samen met zijn zus Geertruydt een serie realistische landschapsprenten (ca. 1645-1648), die onder de titel Plaisante Landschappen ofte vermakelijcke Gesichten na 't Leven geteekent door Roelant Rogman werd uitgegeven door Claes Jansz. Visscher.
Overigens was ook zijn zus Magdalena een bekwaam graveerster. Hij werd bij een breder publiek bekend door een reeks van ca. 200 prenten van kastelen en buitenplaatsen in Holland en Utrecht (1646-1647).

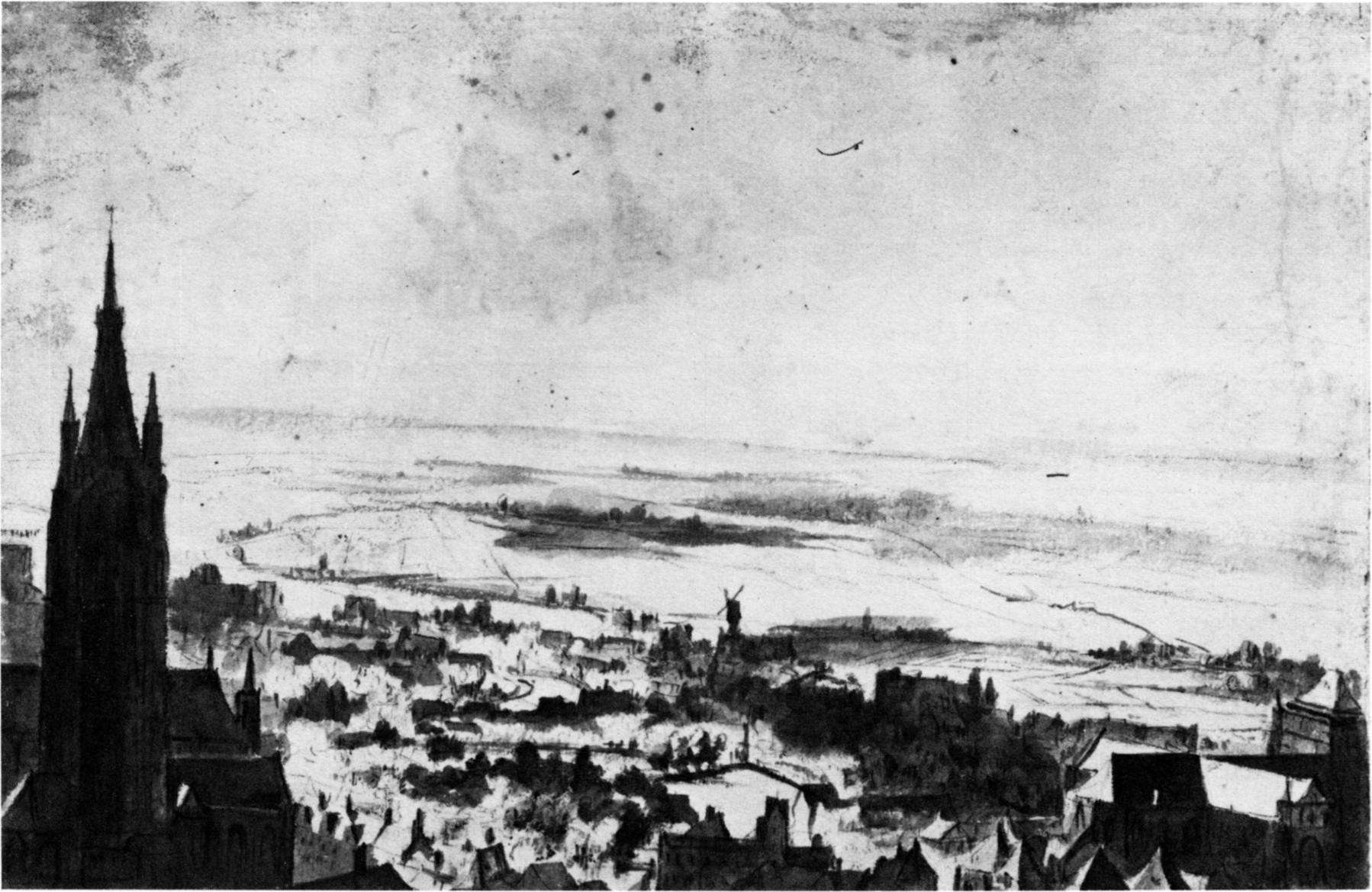
Gezicht op Brugge vanaf het Belfort. Tekening. Rotterdam, Museum Boijmans Van Beuningen.

Daarna heeft hij een tijdlang door Frankrijk gereisd, getuige een tekening door Roghman van de brug bij Francheville. Hij reisde rond 1650 verder naar Italië met een verblijf in Venetië, waar hij een tekening maakte van de kerk S. Giacomo a Rialto, een van zijn zeldzame tekeningen uit die tijd van een gebouw. Gedurende deze reis in Italië etste hij acht platen van bergachtige landschappen, die Bartsch "Zichten van ItalIë" noemde. Anderen beweren dat zij in Tirol nabij Innsbruck gemaakt zijn. Deze etsen werden later gepubliceerd in Duitse stad Augsburg die hij bezocht in 1657.  Getuige van dit bezoek is een tekening met opschrift ‘gedaen in Oûisborgh 1657 den 9 ijûnij’. Ook heeft hij zeer waarschijnlijk door de Oostenrijkse Alpen gereisd en bezocht hij de stad Brugge, getuige een tekening van die stad die hij maakte vanaf het Belfort van Brugge. In 1658 wordt hij weer in Amsterdam vermeld.
Zijn vriend Gerbrand van den Eeckhout schilderde zijn portret.
Roghman overleed ongehuwd in zijn geboorteplaats, waar hij op 3 januari 1692 werd begraven op het Sint Anthonieskerkhof.
- Biblioteca Nacional de España: XX1000003
- Biografisch Portaal: 13408508
- Gemeinsame Normdatei: 118941224
- International Standard Name Identifier: 0000 0000 7970 7121
- KulturNav: b6b73d89-f10b-4495-b5c1-aa022e2f6214
- Library of Congress Control Number: nr89009573
- Nederlandse Thesaurus van Auteursnamen: 072654309
- Réseau des bibliothèques de Suisse occidentale: 02-A010249216
- RKD-Nederlands Instituut voor Kunstgeschiedenis: 67731
- Système universitaire de documentation: 159650429
- Museum of New Zealand Te Papa Tongarewa: 5149
- Union List of Artist Names: 500008135
- Virtual International Authority File: 13106778
- WorldCat: E39PBJqQvhQv4Dj8xmFCV4fTHC